# Poplijnen
Poplijnen (voluit: Poplijnen door de jaren zeventig) is een twaalfdelig Nederlands radioprogramma dat de NOS in december 1979 op Hilversum 3 uitzond.
Frits Spits ruilde in december 1979 de zendtijd van De Avondspits en de Nationale Hitparade in voor een overzicht van de ontwikkelingen in de popmuziek gedurende de jaren zeventig. Elk deel besloeg een jaar. Het eerste deel, "De vooravond", behandelde 1969. Het laatste deel, "De hoofdlijnen", gaf een samenvatting en een vooruitblik op de jaren tachtig. De uitzendingen vonden plaats tussen 18.00 en 19.00 uur.
Tom Blomberg leverde de informatie. In elk van de tien jaaroverzichten las een gast de belangrijkste nieuwsfeiten uit het jaar: Lex Harding, Ferry Maat, Tom Blomberg, Jan van Veen, Peter Holland. Hans Hogendoorn, Henk Mouwe, Jan de Hoop, Robert ten Brink en Felix Meurders leenden hun stemmen ook aan de programma jingles.
Frits Spits besloot het laatste deel met Sara van Fleetwood Mac: "Tom en ik besluiten deze serie Poplijnen met een lied dat door haar schoonheid ongevoelig is voor welke tijd dan ook en daarom voor de popmuziek een levenslijn is".

## Uitzenddetails
- 17 december 1979 - De vooravond
- 18 december 1979 - 1970, gast Ferry Maat
- 19 december 1979 - 1971, gast Jan van Veen
- 20 december 1979 - 1972, gast Peter Holland
- 21 december 1979 - 1973, gast Jan de Hoop ('Frank van der Mast')
- 22 december 1979 - 1974, gast Robert ten Brink
- 24 december 1979 - 1975, gast Felix Meurders
- 25 december 1979 - 1976, gast Hans Wynants
- 26 december 1979 - 1977, gast Henk Mouwe
- 27 december 1979 - 1978, gast Tom Blomberg
- 28 december 1979 - 1979, gast Lex Harding
- 29 december 1979 - De hoofdlijnen